# Tambov Avia
Tambov Avia was een Russische luchtvaartmaatschappij met haar thuisbasis in Tambov.

## Geschiedenis
Tambov Avia is opgericht in 2002

## Vloot
De vloot van Tambov Avia bestaat uit:(dec.2006)
- 2 Antonov AN-24RV